# Hundehaltung

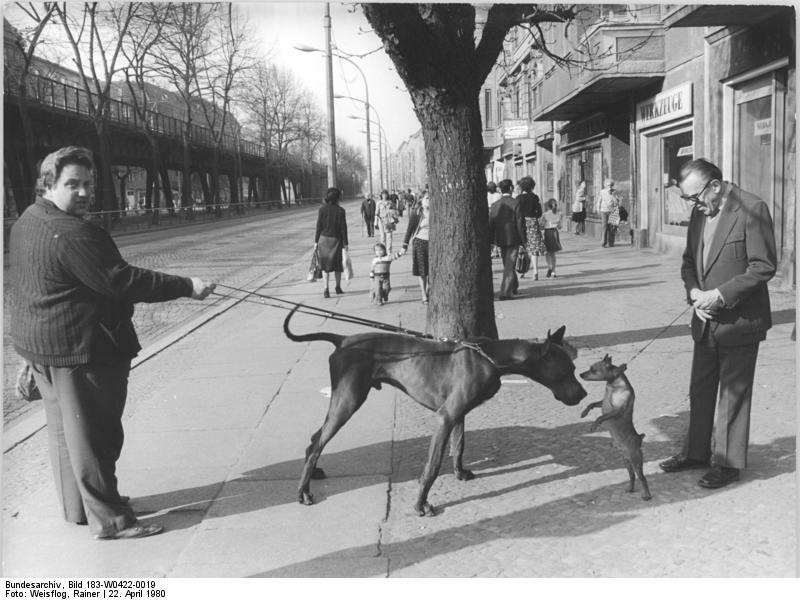
Straßenszene in Berlin, 1980

Hundehaltung bezeichnet die Aufzucht, Abrichtung/Schulung, Pflege, Ernährung von Hunden und das allgemeine Zusammenleben mit diesen als Haustier.
Bei dieser Form der Tierhaltung werden unter verschiedenen Aspekten Differenzierungen vorgenommen. So wird in Abhängigkeit vom Halter unterschieden zwischen privater und gewerblicher Haltung. Nach den Lebensbedingungen für den Hund wird unterschieden zwischen Wohnungshaltung und Freilandhaltung. Zu Zahlen der in Deutschland lebenden Hunde gibt es verschiedene Schätzungen. Eine an der Universität Göttignen 2006 durchgeführte Untersuchung zur Hundehaltung gibt geschätzt fünf Millionen Hunde an, wobei Deutschland nicht das Land mit der höchsten Hundedichte in Europa ist. Circa zwei Drittel der Hunde in Deutschland sind Rassehunde, ein Drittel sind Mischlinge.
In der Verbrauchs- und Medienanalyse (VuMA) Touchpoints der Arbeitsgemeinschaft Verbrauchs- und Medienanalyse für das Jahr 2019 gaben in einer Stichprobe der deutschsprachigen Bevölkerung ab 14 Jahren (70,445 Millionen) auf der Basis von insgesamt: 23.086 Interviews 12,6 Prozent der Befragten an, einen Hund zu haben, 2,2 Prozent gaben an, zwei Hunde zu haben und 0,4 Prozent gaben an, drei und mehr Hunde zu haben. Wurden Hunde bis etwa Mitte des 20. Jahrhunderts noch überwiegend als Gebrauchshunde eingesetzt, werden sie heute im deutschsprachigen Raum hauptsächlich als Familienhunde und Sozialpartner gehalten und übernehmen höchstens noch die Bewachung von Haus und Familie. Die Anzahl der Gebrauchshunde wurde ohne jagdlich geführte Tiere im Jahre 2006 auf unter 1 Prozent geschätzt (Blindenhunde, Rettungshunde, Polizei- und Schutzhunde).

## Wirtschaftliche Aspekte der Hundehaltung
Die Hundehaltung ist ein bedeutender Wirtschaftsfaktor. Die Gesundheit der Hundehalter wird laut einer schwedischen Studie verbessert und reduziert statistisch die gesamtwirtschaftlichen Gesundheitskosten in Deutschland nach einer Schätzung von 2004 um etwa 0,875 Prozent (also um mehr als 2 Mrd. Euro). In Deutschland bewirkt die Hundehaltung einen jährlichen Umsatz (2006) von etwa 5 Milliarden Euro, das heißt an 50 bis 60 Hunde ist ein Arbeitsplatz gebunden. Nach Angaben des Zentralverbands Zoologischer Fachbetriebe Deutschlands lag in Deutschland 2008 der Umsatz für Hundefutter mit 1,037 Milliarden Euro 3,5 % über dem des Vorjahres, der für Hundezubehör mit 146 Millionen Euro 4,3 % über dem des Vorjahres.

## Rechtliches Deutschland
Die Hundehaltung ist durch zahlreiche Gesetze und Verordnungen geregelt. Private Hundehaltung ist in Deutschland im Gegensatz zur Haltung anderer Haustiere, mit Ausnahme des Pferdes (Pferdesteuer), steuerpflichtig, die Höhe der Hundesteuer wird von der Gemeinde festgelegt. Die Hundesteuer wird – wie auch andere Steuern – ohne Anspruch auf eine spezielle Gegenleistung (z. B. Beseitigung von Hundekot auf Gehwegen durch öffentlich rechtliche Entsorgungsträger) vor allem zur Deckung des Finanzbedarfs der öffentlichen Körperschaften auferlegt. Eine Steuerpflicht wird allgemein an einen bestimmten Besteuerungstatbestand geknüpft, hier das Halten eines Hundes.
Neben dem allgemeinen und ungebundenen Einnahmezweck (das Aufkommen der Hundesteuer betrug im Jahr 2002 212 Mio. €) verfolgt die Hundesteuer auch den ordnungspolitischen Zweck, die Zahl der Hunde im Gemeindegebiet zu begrenzen.

## Rechtliches Schweiz
In der Schweiz ist die Hundehaltung durch das Tierschutzgesetz (TSchG) und die Tierschutzverordnung (TSchV) geregelt, die Mindestanforderungen an Haltung, Pflege und Umgang mit Hunden festlegen. Hunde müssen täglich ausreichend Kontakt zu Menschen und, wenn möglich, zu Artgenossen haben sowie ihrem Bewegungsbedürfnis entsprechend Auslauf erhalten. Bei Zwingerhaltung sind spezifische Anforderungen an Größe, Ausstattung und Sozialkontakt vorgeschrieben. Die Betreiberinnen und Betreiber der über 300 Hundepensionen in der Schweiz benötigen eine kantonale Bewilligung, müssen über eine fachspezifische Ausbildung verfügen und die Einrichtungen müssen den Tierschutzvorgaben entsprechen, insbesondere hinsichtlich Platzangebot, Rückzugsmöglichkeiten und Sozialkontakt der Hunde.
Die Verwendung von Hilfsmitteln, die dem Hund Schmerzen oder Angst zufügen, wie Stachelhalsbänder oder Elektroschockgeräte, ist verboten. Zudem sind Hundehaltende verpflichtet, dafür zu sorgen, dass ihre Tiere weder Menschen noch andere Tiere gefährden. Neben den bundesrechtlichen Vorschriften existieren kantonale Unterschiede, beispielsweise hinsichtlich der Haltung bestimmter Hunderassen oder Ausbildungspflichten für Halterinnen und Halter. So ist in einigen Kantonen der Abschluss einer Haftpflichtversicherung für Hunde obligatorisch. Es wird empfohlen, sich vor der Anschaffung eines Hundes über die spezifischen Regelungen des Wohnkantons zu informieren.
Eine einheitliche Ausbildungspflicht für Hundehalter auf Bundesebene ist seit 2017 aufgehoben, jedoch in mehreren Kantonen weiterhin vorgeschrieben. Beispielsweise müssen im Kanton Zürich ab dem 1. Juni 2025  alle Hundehalter einen Theoriekurs mit Prüfung sowie einen praktischen Kurs bei vom Veterinäramt bewilligten Trainer absolvieren. Für bestimmte Rassen oder grosse Hunde gelten in einigen Kantonen zusätzliche Bewilligungs- oder Prüfungspflichten. Prüfungen und Kurse dürfen ausschliesslich von kantonal anerkannten Hundeschulen durchgeführt werden.